# Золтау
Золтау (њем. Soltau) град је у њемачкој савезној држави Доња Саксонија. Једно је од 23 општинска средишта округа Золтау-Фалингбостел. Према процјени из 2010. у граду је живјело 21.831 становника. Посједује регионалну шифру (AGS) 3358021.

## Географски и демографски подаци
Золтау се налази у савезној држави Доња Саксонија у округу Золтау-Фалингбостел. Град се налази на надморској висини од 57 метара. Површина општине износи 203,2 km². У самом граду је, према процјени из 2010. године, живјело 21.831 становника. Просјечна густина становништва износи 107 становника/km².

## Међународна сарадња
| Мјесто               | Држава    | Врста сарадње | Од    |
| -------------------- | --------- | ------------- | ----- |
| Лаон                 | Француска | партнерство   | 1972. |
| Колдвотер            | САД       | партнерство   | 1971. |
| Зјелона Гора         | Пољска    | контакт       | 2000. |
| Мислибож             | Пољска    | контакт       | 2000. |
| Беларија-Иђеа Марина | Италија   | контакт       | 2000. |
| Извор                |           |               |       |